# Народный комиссариат продовольствия СССР
Народный комиссариат продовольствия СССР (Наркомпрод, НКП) — центральный государственный орган СССР. Образован 6 июля 1923 года на основании Договора об образовании СССР. В круг ведения Народного комиссариата продовольствия входили: заготовка продуктов сельского хозяйства (продовольствия и промышленного сырья), выполнение заготовительных заданий иного рода по особым постановлениям Всероссийского центрального исполнительного комитета или Совета народных комиссаров и распределение заготовляемых и производимых государственными органами продуктов продовольствия и предметов первой необходимости среди населения.
Ликвидирован 9 мая 1924 года с связи переходом от натурального обложения сельского хозяйства к денежному и с развитием рыночных отношений, дающих возможность населению осуществлять снабжение через рынок. Аппарат Народного комиссариата продовольствия СССР перешёл Народному комиссариату по внутренней торговле СССР.

## Народные Комиссары продовольствия
- 1923—1924 — Брюханов, Николай Павлович (1878—1938)